# Voto valorativo

Una boleta de votación de aprobación no requiere clasificación ni exclusividad.

Voto valorativo o cardinal se refiere a cualquier sistema electoral que le permite al votante darle a cada candidato una evaluación independiente, típicamente una calificación o rango de calificaciones. Estos también se conocen como sistemas de votación "calificados", "evaluativos", "ranqueados" o "absolutos". Los métodos cardinales (basados en la utilidad cardinal) y los métodos ordinales son dos categorías principales de los sistemas de votación modernos, junto con los sistemas de pluralidad.

## Variantes

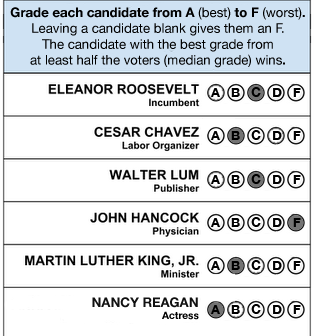
Una boleta de votación por mayoría se basa en calificaciones como las que se usan en las escuelas.

Existen varios sistemas de votación que permiten calificaciones independientes de cada candidato. Por ejemplo:
- Voto aprobatorio es el método más simple posible, que permite solo dos calificaciones (0, 1): "aprobado" o "no aprobado/rechazado".[7]
- El voto evaluativo o el voto de aprobación combinada utiliza 3 grados (-1, 0, +1): "en contra", "abstenerse" o "a favor".[8][9]
- En el voto por puntaje o rango, las puntuaciones son numéricas y el candidato con la puntuación media más alta (o total)[10][11] es quien gana.
  - La votación por puntaje utiliza una escala entera discreta, normalmente de 0 a 5 o de 0 a 9.[12][13]
  - La votación por rango utiliza una escala continua de 0 a 1.[14][15]
- El método de promedios mayores eligen al candidato con la calificación mediana más alta. Las diversas reglas de mediana más alta difieren en sus métodos de desempate. El juicio mayoritario, en el que las calificaciones se asocian a expresiones (como "Excelente", a "Pobre"), es el ejemplo más común, ya que es la primera regla de este tipo que se ha estudiado, pero desde entonces se han propuesto otras reglas, por ejemplo, el juicio típico o el juicio usual.
- Votación STAR (acrónimo en inglés para «Puntaje y Luego Segunda Vuelta Automática»), en la que los puntajes son de 0 a 5, y gana el más preferido de los dos candidatos con mayor puntaje.[16][17][18]
- Voto de aprobación mayoritaria, una variante puntuada de la votación de Bucklin, que generalmente usa calificaciones con letras (como "A" a "F").[19]
- Votación 3-2-1, en la que los votantes califican a cada candidato como "Bueno", "OK" o "Malo", y hay tres pasos de eliminación automática para contarlos: el primer paso selecciona los tres candidatos con la mayoría de las calificaciones "Bueno", en segundo lugar los dos con menos "Malos", y de estos gana el preferido por la mayoría.[20][21]
- Voto acumulativo, donde los puntajes en una boleta deben sumar un monto total fijo.

Además, varios sistemas cardinales tienen variantes para elecciones de múltiples ganadores, generalmente destinadas a producir una representación proporcional, como:
- Voto aprobatorio proporcional
- Voto aprobatorio proporcional secuencial
- Voto aprobatorio por satisfacción
- Voto por rango reponderado[22]

## Relación con las clasificaciones
Las papeletas de clasificación se pueden convertir en papeletas de clasificación/preferenciales. Por ejemplo:
|             | Calificación (0 a 99) | Orden de preferencia |
| ----------- | --------------------- | -------------------- |
| Candidato A | 99                    | Primero              |
| Candidato B | 20                    | Tercero              |
| Candidato C | 20                    | Tercero              |
| Candidato D | 55                    | Segundo              |

Esto requiere que el sistema de votación se adapte a la indiferencia de un votante entre dos candidatos (como en los pares clasificados o el método Schulze).
Lo contrario no es cierto: las clasificaciones no se pueden convertir en clasificaciones, ya que las clasificaciones contienen más información sobre la fuerza de la preferencia, que se destruye cuando se convierte en clasificaciones.

## Análisis
Al evitar la clasificación (y su implicación de una reducción monótona de aprobación del candidato más preferido al menos preferido), los métodos cardinales de votación pueden resolver un problema muy difícil:
Un resultado fundamental en la teoría de la elección social (el estudio de los métodos de votación) es el teorema de imposibilidad de Arrow, que establece que ningún método puede cumplir con todo un conjunto simple de criterios deseables. Sin embargo, dado que uno de estos criterios (la universalidad) requiere implícitamente que un método sea ordinal, no cardinal, el teorema de Arrow no se aplica a los métodos cardinales.
Otros, sin embargo, argumentan que las calificaciones son fundamentalmente inválidas, porque las comparaciones interpersonales significativas de utilidad son imposibles. Esta fue la justificación original de Arrow para considerar solo sistemas clasificados, pero más adelante en su vida afirmó que los métodos cardinales son "probablemente los mejores".
La investigación psicológica ha demostrado que las calificaciones cardinales (en una escala numérica o Likert, por ejemplo) son más válidas y transmiten más información que las clasificaciones ordinales para medir la opinión humana.